# Бабаев, Зоир Нуралиевич
Зои́р Нурали́евич Баба́ев (род. 1961, Душанбе, Таджикская ССР, СССР) — советский футболист и таджикский тренер по футболу. Заслуженный тренер Республики Таджикистан.
Главный тренер юношеской сборной Таджикистана по футболу.

## Биография
Футбольную карьеру начал в ДЮСШ «Спартак».
Окончил политехнический институт, играл за «Чашма» (Шаартуз), ДТУ (Душанбинское Троллейбусное Управление) на первенстве республики.
Тренерскую деятельность начал в 1986 году. Возглавлял различные футбольные команды республики: ДЮСШ Ленинского района, «Пограничник» (Московский район), Хосилот (Фархар), Ситора, «Равшан» (Куляб), «Регар-ТадАЗ», «Умед», «Олимп-Ансол», «Гвардия».
В 1994 и 2004 возглавлял национальную сборную по футболу Таджикистана.
С 2008 года — главный тренер юношеской сборной по футболу республики Таджикистан. В 2010 году, после неудачного выступления на чемпионате Азии, уволен со своего поста.

## Достижения
как тренера
- Чемпион Таджикистана 1993, 1994
- Обладатель Кубка Таджикистана 1993